# ECHELON
ECHELON es considerada la mayor red de espionaje y análisis para interceptar comunicaciones electrónicas de la historia (Inteligencia de señales, en inglés: Signals intelligence, SIGINT). Controlada por la comunidad UKUSA (Estados Unidos, Reino Unido, Canadá, Australia y Nueva Zelanda), ECHELON puede capturar comunicaciones por radio y satélite, llamadas de teléfono, faxes y correos electrónicos en casi todo el mundo e incluye análisis automático y clasificación de las interceptaciones. Se estima que ECHELON intercepta más de tres mil millones de comunicaciones cada día.

## Objetivos

Comunidad de países UKUSA encargada de controlar ECHELON.

A pesar de haber sido desarrollada con el fin de controlar las comunicaciones militares de la Unión Soviética y sus aliados, se sospecha que en la actualidad ECHELON es utilizada también para encontrar pistas sobre tramas terroristas, planes del narcotráfico e inteligencia política y diplomática. Sus críticos afirman que el sistema es utilizado también para el espionaje económico de cualquier nación y la invasión de privacidad a gran escala. La existencia de ECHELON fue hecha pública en 1976 por el analista de la NSA Perry Fellwock quien utilizó el pseudónimo de Winslow Peck para revelar la información.

## Organización y funcionamiento
Los miembros de esta alianza de habla inglesa son parte de la alianza de inteligencia UKUSA, que lleva reuniendo inteligencia desde la Segunda Guerra Mundial. El sistema está bajo la administración de la NSA (National Security Agency). Esta organización cuenta con 100 000 empleados tan solo en Maryland (Estados Unidos) (otras fuentes hablan de 380 000 empleados a escala mundial), por lo que es probablemente la mayor organización de espionaje del mundo. La información es enviada desde Menwith Hill (Reino Unido) por satélite a Fort Meade en Maryland (EE. UU.).

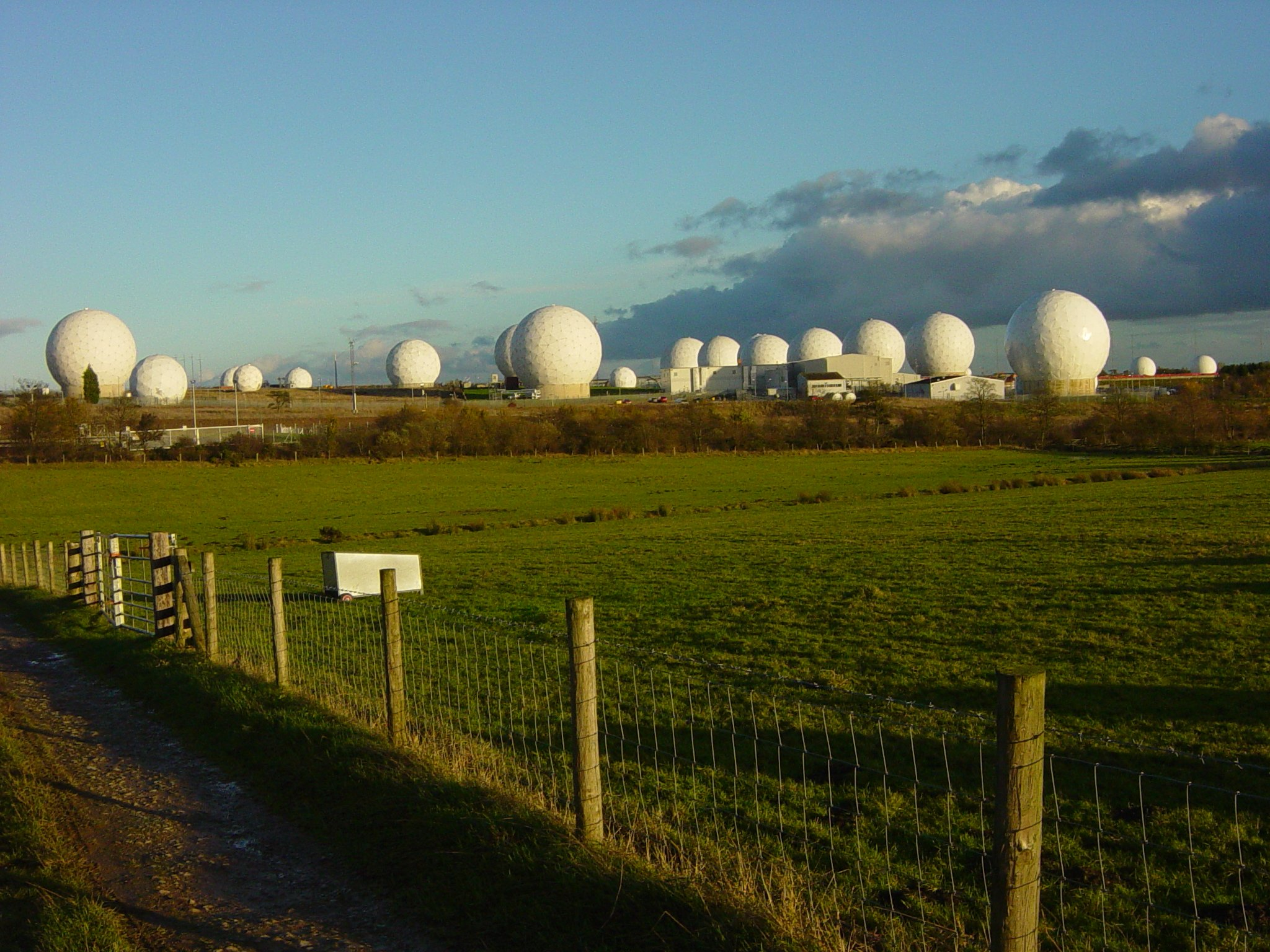
Domos de radar (radomos) en la base Menwith Hill de la RAF; se cree que es usada para ECHELON.

A cada estado dentro de la alianza UKUSA le es asignado una responsabilidad sobre el control de distintas áreas del planeta. La tarea principal de Canadá solía ser el control del área meridional de la antigua Unión Soviética. Después de la Guerra Fría se puso mayor énfasis en el control de comunicaciones por satélite y radio en centro y Sudamérica, principalmente como medida para localizar tráfico de drogas y secuaces en la región. Los Estados Unidos, con su gran cadena de satélites espías y puertos de escucha controlan gran parte de Latinoamérica, Asia, Rusia asiática y el norte de China. Gran Bretaña intercepta comunicaciones en Europa, Rusia y África. Australia examina las comunicaciones de Indochina, Indonesia y el sur de China, mientras que Nueva Zelanda barre el Pacífico occidental. El desarrollo de estos sistemas se ha extendido por otros países, entre los que cabría destacar la creación de un centro OSINT en la universidad sueca de Lund.
Varias fuentes afirman que estos estados han ubicado estaciones de intercepción electrónica y satélites espaciales para capturar gran parte de las comunicaciones establecidas por radio, satélite, microondas, móviles y fibra óptica. Las señales capturadas son luego procesadas por una serie de superordenadores, conocidas como diccionarios, las cuales han sido programadas para buscar patrones específicos en cada comunicación, ya sean direcciones, palabras, frases o incluso voces específicas. Según algunas fuentes el sistema dispone de 120 estaciones fijas y satélites geoestacionarios. Estos podrían filtrar más del 90 % del tráfico de Internet. Las antenas de Echelon pueden captar ondas electromagnéticas y trasmitirlas a un lugar central para su procesamiento. Se recogen los mensajes aleatoriamente y se procesan mediante los diversos filtros buscando palabras clave. Este procedimiento se denomina "Control estratégico de las telecomunicaciones".

## Echelon en España

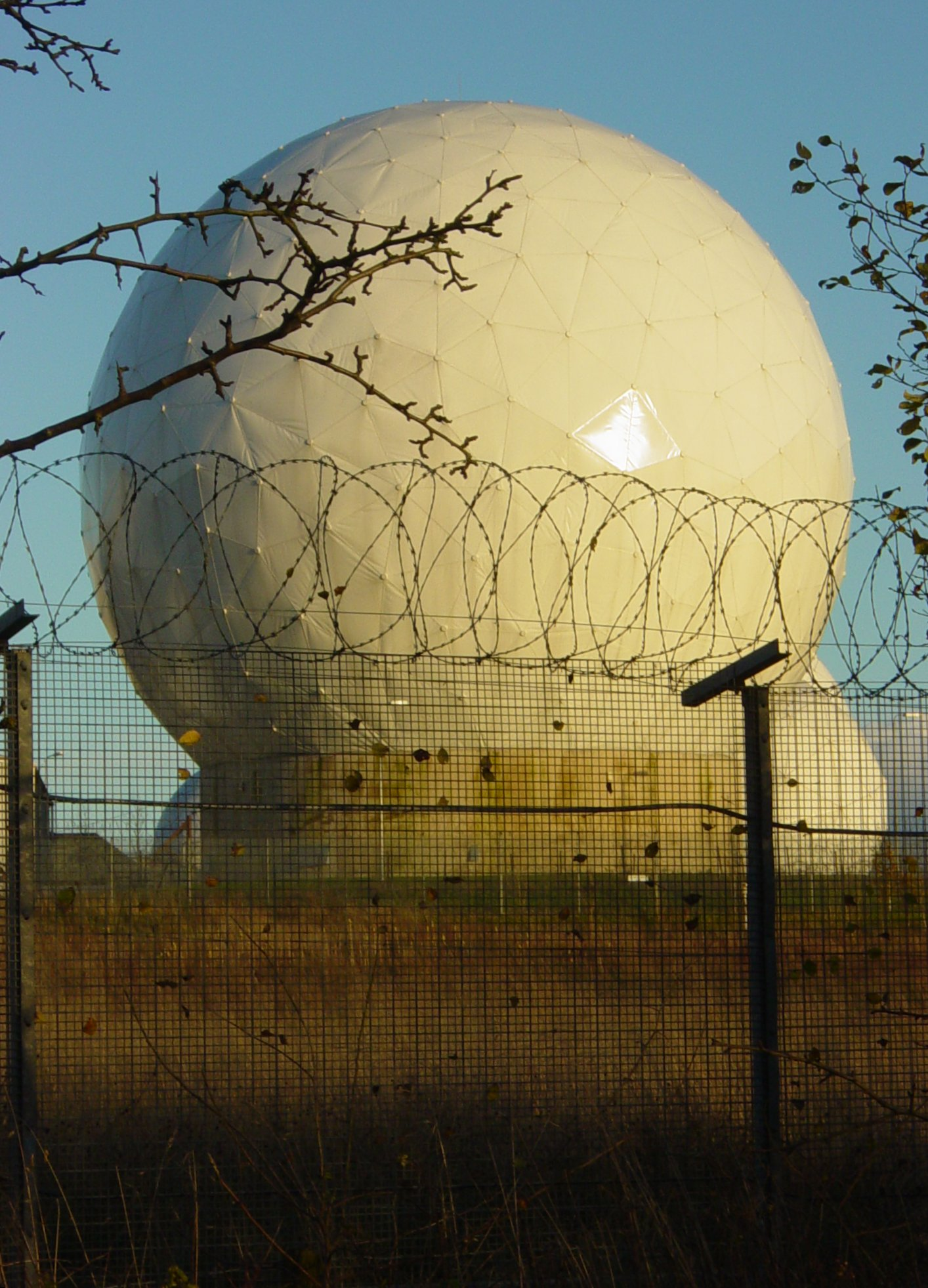
Domo de radar en la base Menwith Hill.

Diversos medios de comunicación señalaron que el apoyo del expresidente español José María Aznar a las estrategias desarrolladas bajo la presidencia de G.W. Bush, habrían posibilitado la colaboración antiterrorista de los Estados Unidos, incluyendo el acceso a la red Echelon y "Carnivore". Dicha colaboración habría permitido la detención de algunos comandos de ETA y la detención del arsenal etarra en Sokoa en el País Vasco francés basado en el informe "Una aproximación a las tecnologías de control político" de la Fundación Omega de Mánchester y presentado en la Comisión de Libertades Públicas y Asuntos de Interior del Parlamento Europeo el 27 de enero de 1998.
La red Echelon espió al ingeniero español, José Ignacio López de Arriortúa, grabando la NSA una videoconferencia entre este y su superior de la empresa alemana Volkswagen entregando a los EE. UU. la información a la empresa estadounidense General Motors.[cita requerida]
La actividad fue motivo de pregunta parlamentaria por parte de la diputada Begoña Lasagabaster (Eusko Alkartasuna).

## Echelon en el Parlamento europeo
El Parlamento Europeo decidió crear una comisión para investigar la red ECHELON el 5 de julio de 2000. La motivación fue el informe titulado Capacidades de Intercepción 2000, en el que se informaba del uso de información recolectada por la red ECHELON para fines comerciales de los países UKUSA.
En 1994, el grupo francés Thompson-CSF habría perdido un contrato con Brasil por valor de 1300 millones de dólares en favor de la empresa estadounidense Raytheon, debido a información comercial interceptada por ECHELON que habría sido suministrada a Raytheon. Ese mismo año Airbus habría perdido un contrato de 6000 millones de dólares con Arabia Saudita en favor de las empresas estadounidenses Boeing y McDonnell Douglas, gracias a que las negociaciones entre Airbus y sus interlocutores árabes habrían sido interceptadas por ECHELON, y la información facilitada a las empresas estadounidenses.
En 2001, el Parlamento Europeo en Acta del 5 de septiembre de 2001, emitió un informe en el que se expresa que: "considerando que no hay ninguna razón para seguir dudando de la existencia de un sistema de interceptación de las comunicaciones a nivel mundial" constató la existencia de un sistema de interceptación mundial de las comunicaciones, resultado de una cooperación entre los Estados Unidos, Reino Unido, Canadá, Australia y Nueva Zelanda siendo "la finalidad del sistema es la interceptación, como mínimo, de comunicaciones privadas y comerciales, y no militares".

## Oposición civil
La red de espionaje fuera del control judicial supone una privación de la libertad individual consagrada en diferentes textos legislativos internacionales y nacionales; siendo este el motivo por el que el 21 de octubre de 2001, se organizó a través de Internet un intento de colapsar o socavar a Echelon.
Según Ted Gunderson, el FBI y otras agencias de inteligencia estadounidenses son responsables del fenómeno del gang stalking, cuyas pruebas se recogen en expedientes relacionados con el programa Echelon, el Carnivore System, los Sistemas TEMPEST y en los Sistemas Narus.

## PRISM
PRISM es un programa del Gobierno estadounidense, que puede ser considerado como parte de la red ECHELON. Es divulgada su existencia por los medios de comunicación en junio de 2013 (The Guardian y The Washington Post), y se caracteriza por capturar los datos de compañías como Google, Apple, Microsoft o Facebook. Aunque todas ellas niegan su participación activa, la filtración de una presentación de la NSA hace considerar que esto no es así.